# Kiskapusi Balázs
Kiskapusi Balázs (Budapest, 1975. november 12. –) labdarúgó, hátvéd. Jelenleg az Egri FC labdarúgója.

## Pályafutása
Az Újpesti TE csapatában mutatkozott az élvonalban 1996. augusztus 17-én a Zalaegerszeg ellen, ahol csapata 5–0-s győzelmet ért el. 1996 és 2000 között 83 bajnoki mérkőzésen szerepelt újpesti színekben és 2 gólt szerzett. Egy-egy bajnoki arany-, ezüst- és bronzérmet szerzett a csapattal. 2000 és 2002 között a Videoton labdarúgója volt. Utolsó mérkőzésen a Zalaegerszegtől 3–1-re kapott ki csapata.

## Sikerei, díjai
- Magyar bajnokság
  - bajnok: 1997–98
  - 2.: 1996–97
  - 3.: 1998–99
- Magyar kupa (MNK)
  - döntős: 1998, 2001